# 胡宗伋
胡宗伋（1071年—1140年），字浚明，號醇儒，又號定翁。宋朝人。

## 生平
胡宗伋生於熙寧四年（1071年）。胡宗伋自幼品行端正，学习刻苦，“慷慨負氣節”，開館授徒，提供免費食宿。其妻莫氏“捐首飾以供其乏，欣然無吝色”。孫子昇與胡宗伋因此結交，而子昇的侄子孫介兄弟就曾在莫家書館執教。在莫氏支持下，胡宗伋專心舉業，但省試屢敗。建炎二年（1128年），賜特奏名進士出身，授房州文學、潭州瀏陽縣丞、饒州德興縣丞等職。紹興十年（1140年）卒，享年七十。

## 家族
餘姚柏山胡氏家族第六世孫。祖胡儼、父胡尚能，皆隱居不仕。
有子胡沂。